# Jensen C-V8
La Jensen C-V8 è un'autovettura prodotta dalla casa automobilistica britannica Jensen Motors dal 1962 al 1966.

## Storia

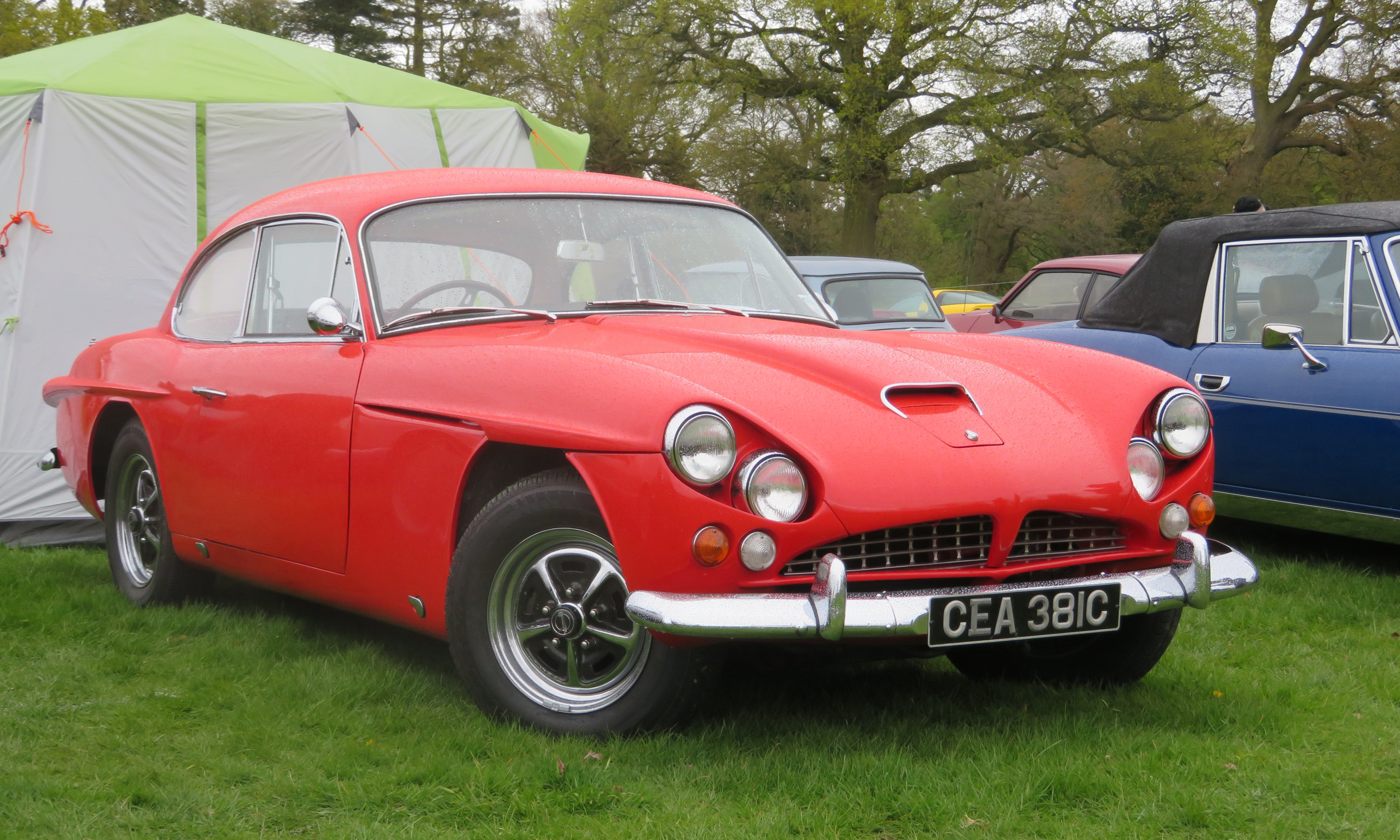
CV-8 Mk III del 1965

Lanciata nell'ottobre 1962, la C-V8 aveva una carrozzeria in fibra di vetro con i panelli delle porte in alluminio.
La C-V8 utilizzava motori big block di origine Chrysler. Al debutto venne dotata del motore 361, mentre dal 1964 venne utilizzato il 383 che erogava una potenza di 330 CV. La maggior parte delle vetture era dotata di un cambio automatico Chrysler Torqueflite a tre rapporti, ma furono prodotte sette esemplari della C-V8 MK2 con motore da 6 litri e cambio manuale a quattro velocità. La C-V8 era disponibile solo con guida a destra, ma furono costruiti anche dieci esemplari con guida a sinistra.
Nell'ottobre 1963 venne presentata la Mk II, una versione rivista e aggiornata, con nuovi ammortizzatori posteriori Armstrong Selectaride e leggere modifiche estetiche. Nel giugno 1965 venne introdotta la Mk III, che aveva un nuovo parabrezza, nuovi fari senza le cornici cromate, un nuovo sistema di ventilazione dell'abitacolo, un cruscotto in legno, nuovi paraurti (che la rendeva leggermente più corta rispetto al modelli precedenti) e un impianto frenante a doppio circuito.
La Mk II aveva una velocità massima di 219 km/h, percorrendo il quarto di miglio (circa 400 m) in 14,6 secondi e registrando un'accelerazione da 0 a 60 mph (97 km/h) in 6,7 secondi.